# 15282 Franzmarc
15282 Franzmarc (1991 RX4) là một tiểu hành tinh vành đai chính được phát hiện ngày 13 tháng 9 năm 1991 bởi F. Borngen và L. D. Schmadel ở Tautenburg.